# 康得新
康得新复合材料集团股份有限公司（老三板：400102，简称：康得3；深交所除牌前：002450，简称：康得退，曾简称“康得新”“ST康得新”“*ST康得”），公司法定代表人及实际控制人为钟玉。该公司注册于中华人民共和国江苏省张家港市的江苏环保新材料产业园，主要从事高分子材料的研发、生产和销售业务。

## 历史

### 公司创立
康得新的创始人钟玉原为国企工人。1988年，康得集团的前身——北京海淀康得机电公司创立，在公司改制后，钟玉成为了大股东；2001年，钟玉创立了康得新公司，隶属于康德集团。康得新于2010年在深圳证券交易所中小企业板上市，自称“全球最大预涂膜生产企业”；在中国大陆的证券市场，该企业曾被证券分析师用于和3M公司对标，其市值一度高达近千亿元人民币，被认为是一支绩优股。

### 财务造假事件
2019年1月，康得新发行的短期融资券“18康得新SCP001”、“18康得新SCP002”分别出现实质性违约。随后，该公司被发现涉嫌连续四年财务造假、虚增119亿元人民币利润、大股东挪用资金等证券虚假陈述行为，创造了A股历史之最。
随后，该公司陷入债务危机，公司股票被停牌，面临监管调查、行政处罚及强制退市。